# Новосильцев, Дмитрий Александрович
Дми́трий Алекса́ндрович Новоси́льцев (1758 — 16 (28) ноября 1835, Москва) — русский дворянин из рода Новосильцевых, отец Владимира Новосильцева, убитого на дуэли Константином Черновым.

## Биография
Дмитрий Александрович Новосильцев был сыном секунд-майора Александра Васильевича Новосильцева и его супруги Наталии Михайловны Леонтьевой, дочери генерал-аншефа Михаила Ивановича Леонтьева.
Получил образование в гимназии при Московском университете. После окончания гимназии Дмитрий Александрович поступил на службу Конную лейб-гвардию, в которой дослужился до чина бригадира, в качестве которого вышел в отставку.
Был женат на Екатерине Владимировне Новосильцевой, дочери графа Владимира Григорьевича Орлова и его жены Елизаветы Петровны Штакельберг. В 1800 году супруги разъехались, у них был единственный сын Владимир (1800—1825). Владимир в сентябре 1825 года был смертельно ранен на дуэли с Константином Черновым, старшим братом Екатерины Черновой, на которой он отказался жениться под давлением матери, которая считала Чернову недостаточно знатной для своей семьи.
Скончался в ноябре 1835 года в Москве в возрасте 77 лет; был похоронен в соборе Новоспасского монастыря.

## Внебрачные дети
Помимо сына Владимира, убитого на дуэли, у него было также у него было двое незаконнорожденных детей от неизвестных любовниц:
- Александр Васильцовский (ок. 1790—1848) — руководитель Конторы московских императорских театров (с 1831)
- Анна Васильцовская (1792—1853), стала женой писателя М. Н. Загоскина.